# Rabac

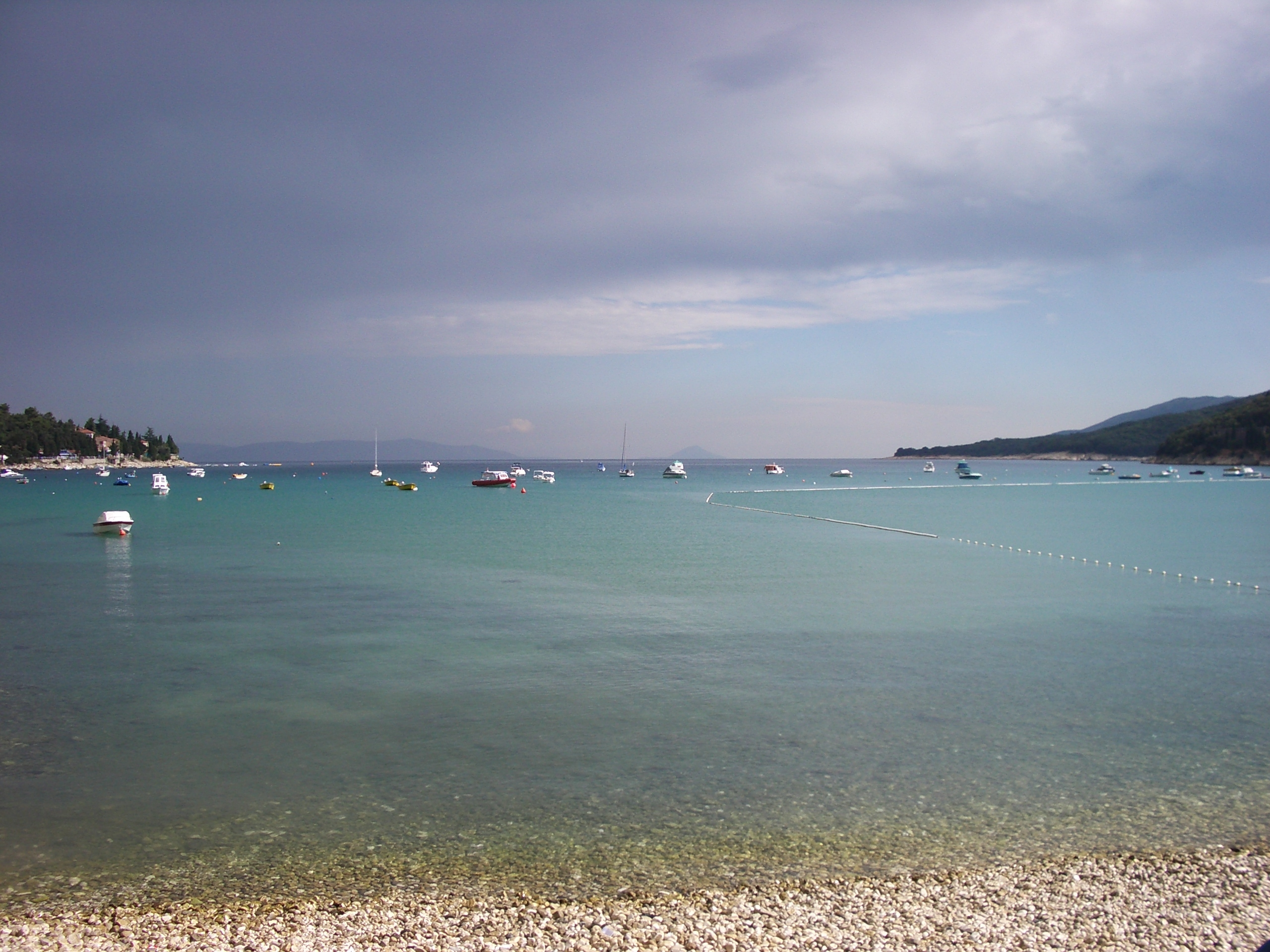
Rabac

Rabac (italsky Portalbona) je původně rybářská vesnice ležící ve stejnojmenné zátoce na poloostrově Istrie v Kvarnerském zálivu. Žije zde 1 393 obyvatel. Náleží k opčině Labin, jejíž stejnojmenné správní město leží ve vzdálenosti 5 km ve vnitrozemí.

## Historie
- 1889 – otevřen první hotel ve městě
- 1907 – Rabac navštívil princ František Ferdinand d'Este – dědic rakousko-uherského trůnu
- 1912 získal Rabac status přímořských klimatických lázní

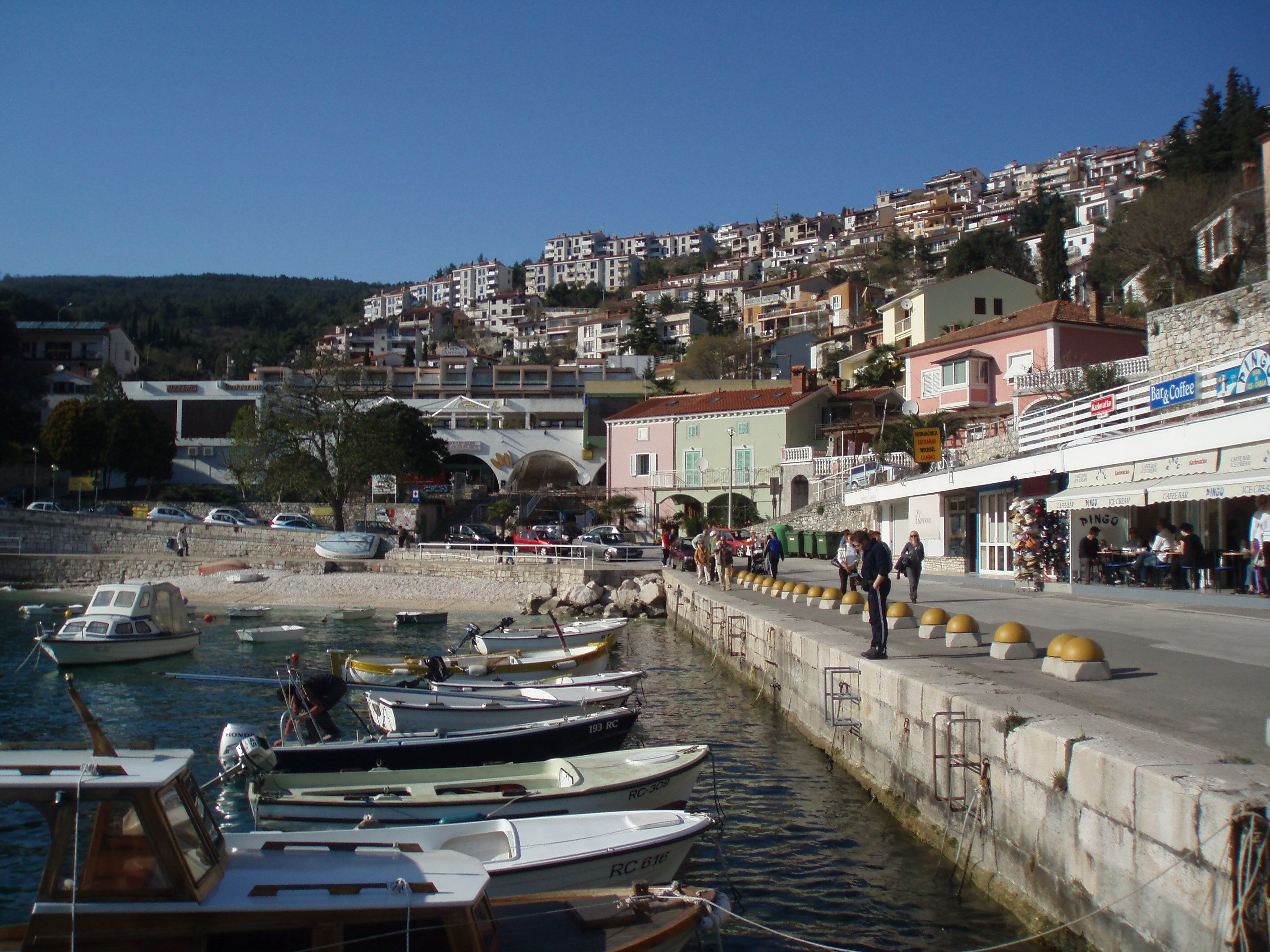
Hlavní promenáda v Rabace

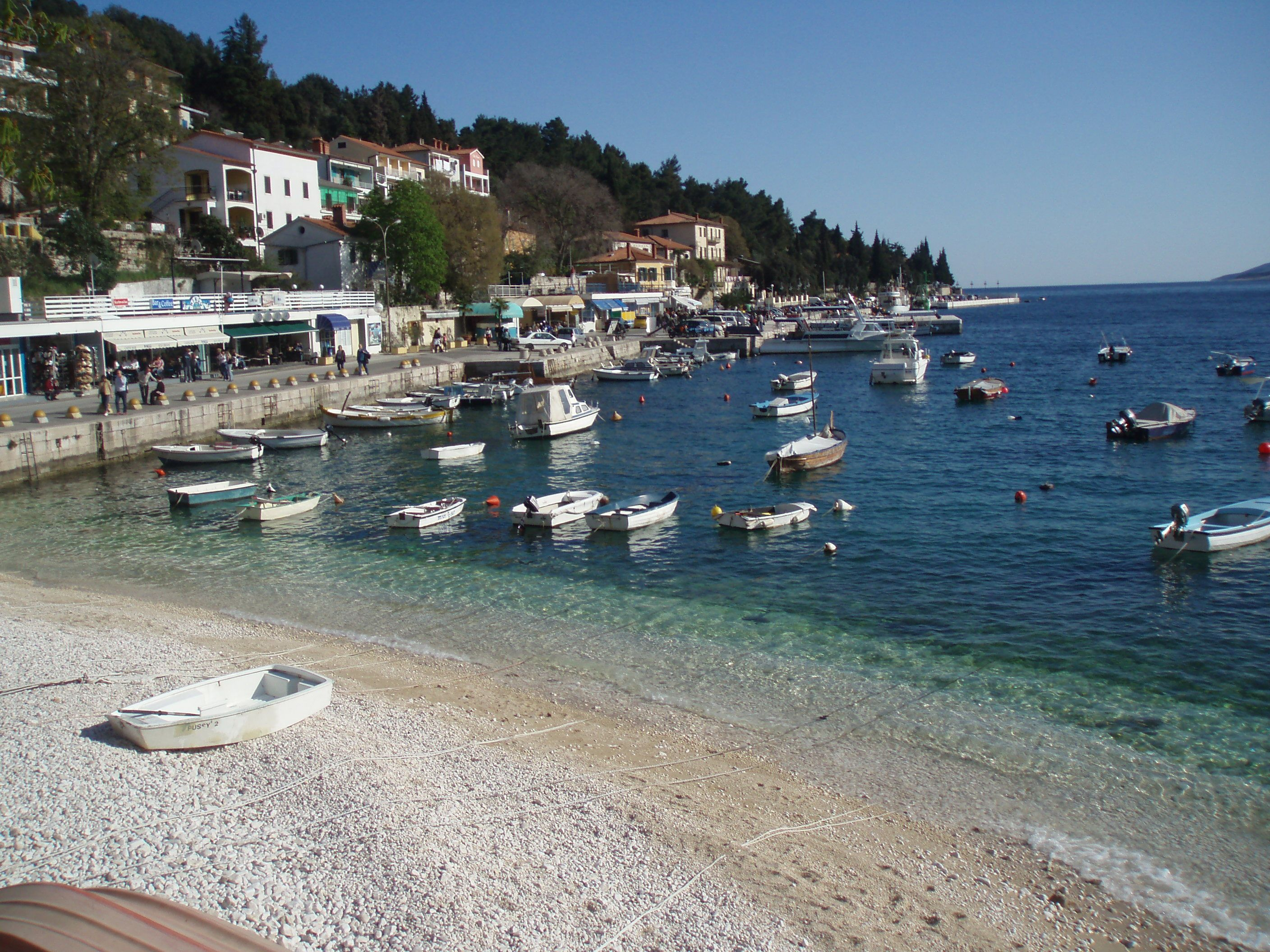
Přístav

Původní název města byl Port Albona (překladem přístav města Labin[zdroj?]).

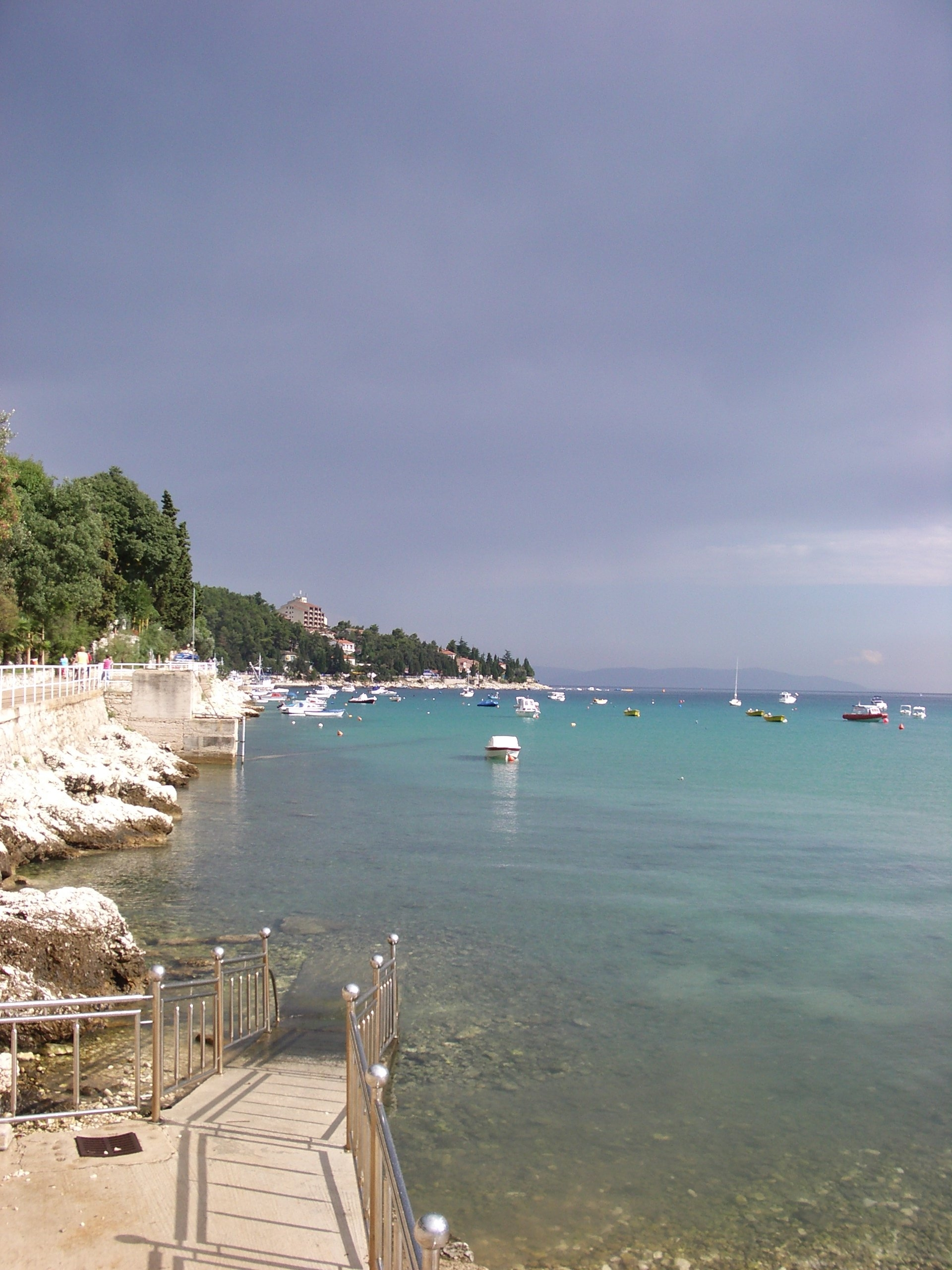
Invalidní přístup na pláži Maslinica

Rabac byl významný především pro těžbu bauxitu a nejvýznamnější těžba probíhala mezi světovými válkami. Těžba bauxitu byla ukončena[kdy?].

## Zajímavosti
- Kostel narození Panny Marie byl postaven v roce 1336 na základech původního malého kostelíku. Byl několikrát rekonstruován, naposledy v roce 1993.